# Electroencefalogramă

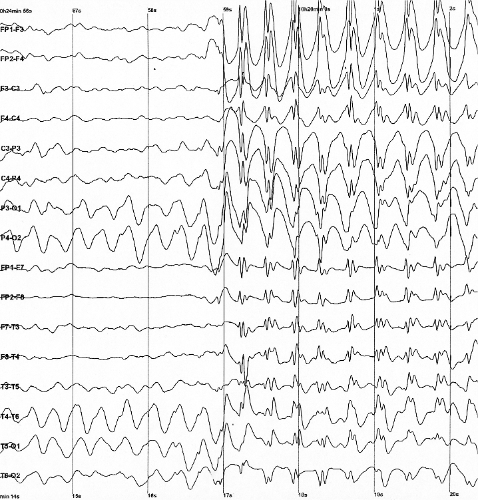
Electroencefalogramă

Electroencefalograma (EEG) este o reprezentare grafică, folosită în electroencefalografie prin înregistrarea manifestării colective a neuronilor cortexului cerebral, a unui set de potențiale de câmp fluctuante, produse din activitatea concomitentă a unui număr mare de neuroni, captate prin intermediul electrozilor situați pe scalp. Electroencefalograma este utilizată pe larg in diagnosticul epilepsiei, a encefalopatiilor, in monitorizarea activitatii cerebrale in timpul anesteziei si a pacientilor aflati in coma si in stabilirea mortii cerebrale.